# لاول (نبراسکا)
لاول (به انگلیسی: Lowell) یک منطقهٔ مسکونی در ایالات متحده آمریکا است که در نبراسکا واقع شده‌است. لاول ۶۲۹٫۱۱ متر بالاتر از سطح دریا قرار دارد.